# Jean Bardou
Pour les articles homonymes, voir Bardou.
Jean Bardou, né le 6 nivôse  an VIII (27 décembre 1799) à Ille-sur-Têt et mort le 11 novembre 1852 à Perpignan (Pyrénées-Orientales), est un entrepreneur industriel perpignanais du XIXe siècle.

## Biographie
Jean Bardou est né en 1799 à Ille-sur-Têt. Son père Jacques Bardou (1769-1834) est un tonnelier originaire de Bareilles dans les Hautes-Pyrénées. Sa mère, Marie Raspaut (1769-1825), est originaire d'Ille-sur-Têt. Jusqu'en 1834, il est boulanger à Ille-sur-Têt.
Alors que son fils, Joseph Bardou est allé travailler dans une entreprise de chapeaux à Bourg-Madame, il observe la fabrique de papier à cigarette à Seu d'Urgell et à Puigcerdà, de l'autre côté de la frontière franco-espagnole, et comprend que cette activité pourrait être développée en France. Jean Bardou s'associe alors avec son fils et dépose en 1849 un brevet d’invention pour un papier à cigarette dit « papier JOB » (ses initiales, JB, sont d'abord séparées par une étoile, puis par un blason représentant les armes de la ville de Perpignan et enfin par un losange, devenu par la suite un « O »).
L'année 1849 marque l'ouverture d'un premier atelier de façonnage à Perpignan.
Bardou meurt en 1852, à l'âge de 53 ans. En l'absence de testament à la mort, c'est son autre fils Pierre qui hérite du "papier JOB" et fera de cette entreprise l'une des plus importantes des Pyrénées-Orientales et un important succès familial. Joseph devra alors créer sa propre entreprise, le "papier Bardou", qui connaitra également un succès considérable.
Son autre fils Joseph, un fabricant de casquette, s'appuie sur l'invention de son père pour créer une usine à Angoulême.